# Mechthild Heieck
Mechthild Heieck (* 30. August 1933 in Landau in der Pfalz; † 5. November 2011 in Mainz) war eine deutsche Altphilologin und Gymnasiallehrerin. Sie war Übersetzerin mehrerer Werke von Hildegard von Bingen.

## Leben
Heieck wuchs in der pfälzischen Gemeinde Maikammer als erstes von drei Kindern von Anna Heieck (geb. Leonhardt; Hausfrau) und Max Heieck (Diplomlandwirt) auf. Der Benediktiner und Gärtner Ingobert Heieck (1936–1993) war ihr jüngerer Bruder. Dort besuchte sie die Volksschule, die heutige Johannes-Leonhardt-Schule, und wechselte anschließend auf das Altsprachliche Gymnasium, heute Kurfürst-Ruprecht-Gymnasium, in Neustadt an der Weinstraße. Nach dem Abitur 1952 studierte sie an der Ludwig-Maximilians-Universität München griechische und lateinische Philologie. Nach dem Staatsexamen 1958 schlug sie das Angebot zur Promotion aus, um ihrer jüngeren Schwester das Medizinstudium zu ermöglichen.
Nach ihrem Referendariat in Speyer trat Heieck 1960 eine Stelle als Lehrerin am Stefan-George-Gymnasium in Bingen an und unterrichtete die Fächer Latein, Griechisch und Deutsch. In den Folgejahren übernahm sie bis zu ihrer Pensionierung im Jahr 1998 die stellvertretende Schulleitung am Stefan-George-Gymnasium.
Heieck wurde in die Gemeinschaft der Oblaten der Benediktinerinnenabtei St. Hildegard in Eibingen aufgenommen. Mit Beginn ihres Ruhestands nahm sie die Arbeit zur Übersetzung der Werke Hildegards von Bingen auf. Parallel erteilte Heieck mehrmals pro Woche Lateinunterricht in der nahen Benediktinerinnenabtei. In den letzten Monaten vor ihrem Tod zog Heieck in das Bruder-Konrad-Stift in Mainz, wo sie am 5. November 2011 verstarb.
In der ersten Folge der Rudi Carrell Show – Laß Dich überraschen trat Heieck 1988 auf, um ihren ehemaligen Schüler, den Stimmenimitator Stephan Wald, zu überraschen.

## Schriften
Übersetzungen
- Hildegard von Bingen, Das Buch vom Wirken Gottes: Liber divinorum operum, Pattloch 1998, ISBN 3-629-00889-5, ISBN 978-3-629-00889-3.
- Hildegard von Bingen, Werke. Band 6. Das Buch vom Wirken Gottes: Liber divinorum operum, Beuroner Kunstverlag 2012, ISBN 3-87071-272-4, ISBN 978-3-87071-272-3.
- Hildegard von Bingen, Werke. Band I. Wisse die Wege – Liber Scivias, neu übersetzt von Mechthild Heieck, eingeleitet von Sr. Maura Zátonyi OSB, Beuroner Kunstverlag 2010, ISBN 978-3-87071-215-0.

Aufsätze
- Stefan-George-Gedenktage 1983 in Bingen. In: Blätter der Carl-Zuckmayer-Gesellschaft. 10. Jahrgang. 1984.
- Einführung. In: Hildegard von Bingen: Wisse die Wege – Liber Scivias. Eine Schau von Gott und Mensch in Schöpfung und Zeit. Neuübersetzung von Mechthild Heieck, Abtei St. Hildegard, Rüdesheim/Eibingen, Beuron 2010.
- Zur Geschichte der Schule – Rückblick in die Vergangenheit. In: 150 Jahre Stefan-George-Gymnasium Bingen am Rhein 1839–1989. Eine Jubiläumsdokumentation des Stefan-George-Gymnasiums Bingen mit Zwei-Jahres-Bericht der Schuljahre 1989–1991. Bingen 1991, S. 10–12.

Herausgeberschaft
- Herbert Rössler, Über den Abend hinaus: Gedichte aus dem Nachlass. Ausgewählt und herausgegeben von Ingrid Grunsky und Mechthild Heieck. Graphikum Göttingen 1999, ISBN 978-3-88996-439-7.